# Призренска богословија
Богословија Светог Кирила и Методија је задужбина Симе Андрејевића Игуманова у Призрену. Прво се звала Богословско-учитељска школа и била је школа за српске учитеље и свештенике из Старе Србије. Почела је са радом 1871. године.

## Историјат
Братство манастира Патријаршије обратило се 1870. године намесницима Србије са захтевом да се при манастиру у Пећи отвори богословска школа. Са друге стране, учитељ Никола Мусулин је 1857. године предлагао да се отвори Богословија у Призрену. После дугог разматрања, Просветни одбор је донео одлуку да се Богословија отвори у Призрену из више разлога, пре свега што је овај град био седиште српског културног живота на овом простору и да је у њему постојао руски конзулат, који је обећавао заштиту. Рашко-призренски митрополит Мелетије дао је свој пристанак, те је 1. октобра 1871. године призренска Богословија почела са радом. Школа је најпознатија као Призренска богословија, иако је школовање учитељског профила било најбитније. Призренска богословија није била завршена 1871. године, али је почела са радом у дотадашњој основној школи, а 1872. пресељена је у новоизграђену зграду. Током времена је богословија мењала наставне планове и програме јер у једном тренутку није могла да прати развој одговарајућег школског система у Србији. Ученици су се и даље школовали по старом наставном плану, па је ниво образовања заостајао за нивоом образовања у богословијама у другим крајевима. Зато се реформа школе наметала сама по себи. Пронађено је средње решење , школовање је трајало 6 година, а ученици су се уписивали са четири разреда основне школе. Три прва разреда била су замена за четири разреда гимназије, а три завршна разреда су чинила стручни део: учитељски и свештенички. Турске власти су планирале затварање Богословије. То су планирали правдати спорним књигама у књижници Богословије, које из Србије долазе преко руског конзулата. Иван Јастребов је то спречио јер је на листу хартије на турском написао: У име руског цара забрањујем улазак и то поставио на улаз књижнице. Тако је Богословија сачувана од затварања, ауторитетом руског цара и довитљивошћу Јастребова.

### Богословско-учитељска школа
Богословија у Призрену, једина српска школа те врсте у Старој Србији, одиграла је значајну улогу у очувању културног, националног и верског идентитета Срба на овом простору. Постала је културно-просветно и црквено средиште Срба у овом делу Турског царства. Школа је почела да ради са 15 ђака за које је у Београду састављен наставни план и програм. Школовање је трајало три године, а право уписа имали су ђаци који су завршили основно четворогодишње образовање. Назив Богословско-учитељска школа се задржао све до прославе њене педесетогодишњице. Током 22 године рада имала је 916 ученика од којих су њих 15 постали свештеници, а 63 учитељи. У 1892. години радило је 7 наставника заједно са ректором, а било је 142 ученика.

### Призренска богословија
Током 1922. године три пута је мењан наставни план школе. Све до 1922. године Призренска богословско-учитељска школа имала је свој наставни план који се разликовао од других богословија, а по новом наставном плану она је требало да буде само богословска школа, без учитељског одсека. Почиње и званично да се зове Призренска богословија и ради по плану свих богословија у земљи. Школска 1921/1922. година почела је са старим наставним планом, а нови је стигао тек 21. фебруара 1922. године. Од тада до данас Призренска богословија је чисто богословска школа која образује свештенике. Циљ јој је био да да што виши ниво образовања и васпитања питомаца који су се определили за свештенички позив.

#### Педесетогодишњица Призренске богословије
Призренска богословија прославила је своју 50-годишњицу врло свечано, али са годином закашњења, 1922. На дан прославе Призрен је имао празничан изглед. Откривен је и споменик добротвору Сими Игуманову.

#### Други светски рат и Богословија
Априла 1941. године школа је распуштена, ученицима су признати разреди у којима су затечени на дан распуштања школе, и њен рад престаје све до 1947. године. Ректор Призренске богословије прешао је 1941. године у Београд и покушао да обнови њен рад у Нишу, али неуспешно. 

#### Период после Другог светског рата до 1999.
Рад Призренске богословије настављен је 1947. године у Призрену уз низ проблема у функционисању и финансирању. Извештаји су се прецизно водили као Извештаји васпитача, Годишњи извештаји итд. Крајем школске године се полагао Стручни богословски испит, или, као се у неким извештајима назива Богословски испит зрелости. Успех завршног испита је био добар јер су на њега излазили младићи са доста систематизованог знања као једне одређене духовне целине, били су морално зрели и испит су спремали са великом одговорношћу. Обично је полагало од 16 до 36 кандидата. Стручни богословски испит је обично завршаван матурским ручком који је приређиван у част матураната који су успешно завршили школовање у Богословији где су присуствовали и професори, као и ректор. Обично су организоване и екскурзије са религиознонаучним и васпитним карактером. Обилазиле су се цркве и манастири и културно-историјски споменици у Србији.

##### Годишњи извештај васпитача за школску 1965/66. годину
У Годишњем извештају о раду Призренске богословије за школску 1965/66. годину Годишњи извештај васпитача је био кратак и садржајан. 
| „ | У току ове школске године живот у Школи и Интернату текао је по устаљеном поретку. Обраћана је нарочита пажња на уредно похађање богослужења као васпитног средства за јачање вере и побожности и навике на црквеност. Почетком школске године са ученицима петог разреда обављена је екскурзија у Македонији и Јужној Србији, која је посетом црквама и манастирима као културно-историјским споменицима имала религиознонаучни и васпитни карактер. Такође је учињен једнодневни излет целе Школе до испоснице Манастира Светог Марка и Светог Петра Коришког, где је одслужен помен на гробу Симе Игуманова, познатог задужбинара и великог добротвора Богословије. У току године су одржаване и редовне и ванредне васпитачке седнице на којима је васпитачки колегијум разговарао о уједначеном васпитачком деловању и разматрао проблеме васпитања ради предузимања одговарајућих педагошких мера од општег интереса Школе и Интерната. Све промене васпитачки колегијум је разматрао и решавао у споразуму са господином Ректором, показујући увек максимум добре воље и самопрегора. | ” |

#### Период од 1999. до данас
Почетком НАТО бомбардовања, у марту 1999., у богословији је прекинута настава и ђаци су отишли својим кућама. У јуну, када су скоро сви Срби напустили град, у богословији остаје само економ, протојереј-ставрофор Никола Божанић са избеглим Србима из околних села, који су у школи нашли спас. На тој дужности остаје до 2. новембра 1999., када је изашао из Призрена, поневши са собом школски архив и књижницу богословије од око 15000 књига. Тако је од уништења спасао памћење богословије, а уз руског конзула Ивана Јастребова у време турске окупације и протођакона Петка Трифуновића у време Другог светског рата, стао је у ред великих добротвора и чувара школске књижнице.
Призренска богословија је 1999. године била принуђена да напусти Призрен и пресели се у Ниш, где је наставила са радом. Богословија је запаљена у мартовском погрому 2004. и све што је у њој било изгорело је. Током 2011. године се вратила поново у Призрен где је у обновљеном здању наставила са својим активностима.
Поводом 150 година од оснивања, у марту 2021. године, објављена је поштанска марка.

## Задужбина
Сима Андрејевић, хуманиста и родољуб је један од првих задужбинара у области школства и народне просвете. Он је за живота подигао прву средњу школу под турском влашћу где се учило на српском језику и по наставном плану и програму који је састављан у Београду. Наставници и ученици су били из Старе Србије, школовање је било бесплатно. Сима је свој капитал стекао дугогодишњим радом у Турској и Русији. Део капитала је уложио у Призренску богословију. Све време је имао на уму циљ да Богословија школује младиће православне вере, а српске народности, за народне свештенике и учитеље. Све трошкове школовања и живота ученика, наставног особља и осталих запослених плаћао је задужбинар Сима Игуманов. Сима Игуманов је желео да унапреди систем школовања у Старој Србији. Знао је да ће се систем унапредити отварањем већег броја српских школа и школовањем што већег броја српских дечака и младића који ће се залагати за културни препород у заосталим српским крајевима под турским феудализмом.

### Фонд Задужбине Симе Игуманова
Сима Игуманов је у тестаменту који је настао 29. октобра 1880. године утемељио Фонд своје Задужбине. Овом опоруком је обезбедио трајно постојање и рад Призренске богословије, као и свој Фонд у Београду , чији је задатак прецизно одређен - Обезбедити школовање српских младића из Старе Србије у Призренској богословији и њихово школовање на Београдском универзитету и у другим школама у Србији и иностранству. Имање које је купио на Теразијама у Београду требало је да осигура те фондове у виду сталних прихода.

### Финансирање Призренске богословије
Призренска богословија се финансирала као задужбина до 1877. године, када ту бригу преузима Министарство просвете и друга министарства, а после прелази под управу Српске православне цркве, као и остале српске богословије. Приходи Задужбине су од 1990. године нагло повећани, па је Задужбина поново преузела финансирање Призренске богословије у целини. Након дванаест година је Призренска богословија поново почела рад у Призрену.

## Ученици Богословије
Школа је била намењена школовању српских учитеља и свештеника, кадра који је био неопходан за ширење просвете међу Србима у крајевима који су још били под Турском. Школа је била интернатског типа, ученици су и учили и становали. Била су им обезбеђена сва наставна средства, уџбеници и школски прибор. Бесплатна настава и издржавање у интернату школе било је од великог значаја за успешно реализовање развоја школства у Старој Србији, поготову за сиромашне ученике. Највише ученика су постали учитељи, један број је ступио у свештенички чин, а било је ученика који су наставили даље школовање. Од 1874. године, када је Призренску богословију завршила прва генерација ученика, до прославе 125. годишњице 1996. године ову Школу је завршило 2023 евидентираних и још око 100 до 120 неевидентираних ученика. То је импозантан број и зато се с правом Призренска богословија сврстава међу прве српске школе од непроцењивог значаја за српску нацију и културу. Постоји хронолошки прецизан списак ученика који су завршили Богословију.

## Професори Богословије
Почела је са радом са три наставника, ректором Савом Дечанцем, професором Илијом Ставрићем и наставником Миланом Новичићем, а данас је ту предавало преко 200 професора. Било је и неколико хонорарних наставника као што су школски лекари који су по свом положају предавали Хигијену. За време Турске, турски језик су предавали хонорарни наставници Турци. Још за неке предмете су се ангажовали хонорарни предавачи, као што је музика, агрономија итд. Максимум предавача је био седам до осам наставника по школској години, тако да су они били оптерећени не толико бројем часова недељно колико бројем предмета које је предавао. У почетку, док је Богословија била трогодишња школа, радила су само по три наставника рачунајући и ректора, јер је и он обавезно држао бар половину норме часова осталих колега.
Сем спискова ученика који су завршили Богословију, постоје прецизни хронолошки прегледи професора Призренске богословије од почетка њеног рада.

## Богословска библиотека
Сима Игуманов је познавао рад и организацију развијених школа у свету. Знао је да би организовање школске библиотеке унапредило квалитет наставе, као и ваннаставне активности и слободно време ученика. Призренска богословија је имала и богату библиотеку. Библиотека је прво имала фонд који је задовољавао потребе наставе и школе. Касније је фонд почео да се повећава и користили су га ученици других школа и писмени Срби из Призрена и околине. Почетни фонд библиотеке чинила је лична библиотека Манојла Симеоновића, сина Симе Игуманова. Игуманов је после Манојлове смрти ову богату библиотеку пренео у Призрен. У њој су се налазили руски класици, дела на грчком, књиге на разним светским језицима и сви Гласници Српског ученог друштва. Међу првим дародавцима Библиотеке Призренске богословије био је и руски конзул Иван Степанович Јастребов. Поклањао је књиге углавном на руском језику, на другим језицима, али и на турском које су биле са његовом посветом. На Јастребова су се угледали и други руски конзули, Бјељајев, Тухолка и др. Књиге су поклањали и други појединци и институције: Владан Ђорђевић, Матица српска, као и редакције новина и часописа. Фонд Библиотеке је увећаван углавном поклонима дародаваца, али значај Библиотеке навео је школску управу да је потребна и планска набавка књига. Почетком двадесетог века назире се формирање набавне политике јер су дародавци поклањали књиге по сопственом нахођењу, као и према свом читалачком укусу. Захваљујући залагању професора и ђака Богословије, 1915. године Библиотека је имала око 8.000 књига у 13.000 свезака. За време Првог светског рата Библиотека је уништена. Неке књиге су спашене, тако да је школске 1920/1921. године у Библиотеци било 1.028 књига. После Другог светског рата део књига је дат другим формираним библиотекама, а нешто је и задржано у поседу Богословије. Библиотека је исељена 1999. године заједно са Богословијом и смештена је у Нишу где је подигнута на хиландарском метоху. Наменски су изграђене просторије Библиотеке за смештај фонда и читаоницу.

## Ректори
Ректори Призренске богословије су били духовна лица, световна лица су имала звање управитеља. Они су били и добри педагози и организатори наставе. Родитељски су се понашали према својим ученицима и били су пажљиви, увиђавни и толерантни према колегама наставницима. Неки, и то не мали број наставника, почињали су своју наставничку и уопште радну каријеру баш у Призренској богословији. Њих је постављала Србија, односно београдски митрополит српски, сагласност је давала Цариградска патријаршија, посредством владике рашко-призренског, у чијој је епархији била Призренска богословија. Сагласност су одобравале и турске власти. Већина ректора била је са високом школском спремом, теолошком, коју су стицали на руским духовним академијама, до отварања Богословског факултета у Београду, а тада су завршавали теологију у Београду
- Сава Бараћ, (1872—1873)
- Илија Ставрић (1873—1879)
- Ђорђе Камперелић (1880—1882)
- Петар Костић (27. децембра 1882 — 4. априла 1889)
- Мелентије Вујић (1888—1891)
- Иларион Весић, (1891—1896; 1904—1906)
- Арсеније Бранковић (1897—1899)
- Стеван Димитријевић (1899—1903; 1910—1920)
- Добросав Ковачевић (1908—1909)
- Василије Милић (1909—1910)
- Јосиф Цвијовић (1918—1920)
- Нектарије Круљ (1923—1924)
- Симеон Поповић (1924—1934)
- Војислав Катић (1934—1938)
- Живан Маринковић (1939—1941; 1947—1955)
- Методије Муждека (1955—1971)
- Иринеј Гавриловић (1971—1974)
- Никодим Ђураков (1974—1984)
- Милутин Тимотијевић (1984—2021)
- Арсеније Главчић (2021-2023)
- Дејан Крстић (2023-)